# Wiesław Antkowiak
Wiesław Zygmunt Antkowiak (ur. 29 października 1931 w Pniewach, zm. 26 kwietnia 2023) − polski chemik organik, profesor.

## Życiorys
Był absolwentem poznańskiego Gimnazjum Ogólnokształcące im. Ignacego Paderewskiego. W 1955 r. ukończył studia chemiczne na Wydziale Matematyki, Fizyki i Chemii Uniwersytetu Poznańskiego, od 1954 r. pracując już jako zastępca asystenta. Rozprawę doktorską pt. „O niektórych zagadnieniach stereochemicznych z zakresu pochodnych bornanu”, przygotowaną pod kierunkiem prof. Jerzego Suszki, obronił w 1959 r. Stopień doktora habilitowanego uzyskał w 1967 r. na podstawie pracy pt. „O nowych przekształceniach konfiguracyjnych i strukturalnych w grupie monoterpenów bicyklicznych”. Tytuł profesora nadzwyczajnego otrzymał w 1978 r., a zwyczajnego w 1991 r. Odbył staże zagraniczne m.in. w National Research Council of Canada w Ottawie oraz w National Institutes of Health w Bethesda, USA. Pracował jako profesor zwyczajny na Wydziale Chemii UAM, gdzie aż do emerytury był kierownikiem Zakładu Spektrochemii Organicznej. Był specjalistą w dziedzinie chemii organicznej, chemii produktów naturalnych, stereochemii i spektrochemii organicznej oraz syntezy organicznej. Jego trzy główne nurty badań obejmowały chemię terpenów, nukleozydów i oligonukleotydów (współpraca z prof. Maciejem Wiewiórowskim) oraz substancji biologicznie czynnych z grzybów. Wypromował 14 doktorów i ok. 90 magistrów.
W latach 1981–1984 był prodziekanem, a w 1984–1985 dziekanem Wydziału Chemii UAM. Ponadto był członkiem rad naukowych IChO PAN (od 1981 r.) i IChB PAN (8 kadencji, 1984–2014, przy czym przez 3 kadencje pełnił funkcję zastępcy przewodniczącego). W latach 1966–1968 był 
członkiem zarządu Polskiego Towarzystwa Chemicznego, a w latach 1984–1987 członkiem Komisji Terminologii PTChem.
Członek Akademickiego Klubu Obywatelskiego im. Prezydenta Lecha Kaczyńskiego w Poznaniu.

## Publikacje
Jest autorem ok. 90 prac naukowych, m.in.:
- Róża Antkowiak, Wiesław Z. Antkowiak, Karol Bruzik, The structure of sultone formed in reychler's reaction, „Tetrahedron”, 45 (23), 1989, s. 7515–7522, DOI: 10.1016/S0040-4020(01)89214-0 [dostęp 2023-04-27] (ang.).
- Maciej Kubicki, Teresa Borowiak, Wiesław Z. Antkowiak, Crystal structure of orellanine hydrate, „Journal of Crystallographic and Spectroscopic Research”, 21 (4), 1991, s. 401–405, DOI: 10.1007/BF01160652 [dostęp 2023-04-27] (ang.).
- Wieslaw Z. Antkowiak i inni, Mass Spectral Fragmentation of Orellanine and Its Tetramethyl Ether with Regard to Their Facile Thermal and Photochemical Deoxygenation, „Heterocycles”, 39 (2), 1994, s. 477–484, DOI: 10.3987/COM-94-S(B)72 [dostęp 2023-04-27] (ang.).
- Wiesław Z. Antkowiak, Róża Antkowiak, Structure of some new minor-products of 3-substituted camphor bromination. The stereospecify of camphor methyl glour functionalization, „Pol. J. Chem.”, 68 (11), 1994, s. 2297–2308 (ang.).